# Josefin Johansson (fotbollsspelare)
Maria Josefin Johansson, född 17 mars 1988, är en svensk fotbollsspelare som spelar för Piteå IF.

## Karriär
Johansson har spelat över 200 matcher i Damallsvenskan från att hon 2007 gick över till Sunnanå SK från Umeå Södra FF.
Johansson representerade Sverige i EM 2017. Hon gjorde ett inhopp i matchen mot Danmark som slutade 2-0 till Danmark.
Säsongen 2018 tog Johansson uppehåll från fotbollen då hon var gravid. Hon kom tillbaka i slutet av säsongen och hann därmed spela 2 matcher med Piteå IF som 2018 år tog ett historiskt SM-Guld.